# 徐佑
徐佑（1449年—？），字允吉，直隸河間府肅寧縣人，民籍，明朝政治人物。進士出身。

## 生平
早年出身府學生，成化十三年（1477年）舉丁酉科順天府鄉試第五名舉人（《春秋》經魁）。成化十四年（1478年）聯捷戊戌科會試第一百七十二名。殿試登第二甲第三十二名進士。歷山西太原府知府。弘治九年（1496年）陞山西行太僕寺卿。同年，奏請復設行山西太僕寺丞一員，獲准。

## 家族
曾祖父徐德岳。祖父徐福，贈監察御史。父徐清，前監察御史。母口氏，封孺人。具庆下。
有子徐忱，進士。